# Илич, Воислав (поэт)
Во́ислав И́лич (серб. Vojislav Ilić, Војислав Илић; 20 апреля 1860 — 21 января 1894) — сербский поэт, критик, публицист. Сын драматурга и поэта Йована Илича, брат писателя, публициста и политика Драгутина Илича. На протяжении недолгой жизни подвергался преследованиям и арестам за политическую и общественную деятельность, что было вызвано его народнической и русофильской позицией. Умер от туберкулёза. С его поэзией связывают переход сербской литературы от романтической традиции к современным европейским течениям.

## Биография
Воислав родился 20 апреля 1860 года. Болезненный с детства, он учился с трудом и оставил школу после третьего класса из-за неуспеваемости. Получал домашнее образование и был вольным слушателем белградской Великой школы. Позднее, поступив самостоятельно в университет, активно участвовал в литературной и политической студенческой жизни, но не мог сдавать экзамены. Образованию и становлению на пути писательского ремесла помогло то, что в его доме часто гостили литераторы и поэты. Во второй половине XIX столетия, по оценкам критиков и исследователей, Сербия вступила в свой «золотой век литературы». Драгутин Илич в своих воспоминаниях о брате писал: «Воислав Илич жил в доме, где первыми воспитателями были народная сказка и восточная поэзия, а первыми книгами — мифология и классика». По словам писателя Бранислава Нушича, важную роль в этих процессах, становлении национальной словесности сыграло именно это литературное собрание, которое имело место в доме Илича: «Встречи в доме Илича не могли остаться без последствий, и часто многие новые издания и творческие замыслы появлялись именно как результат этих встреч». В этот литературный клуб ввёл Нушича именно Воислав Илич, о чём он впоследствии с благодарностью вспоминал, так как там культивировалась та литературная среда и окружение, которые способствовали завоевание Белграду первого места в области словесности: «эта среда, давшая в лице Воислава поэтического реформатора, дала литературе и многие другие известные имена». На одном из приёмов Воислав познакомился с Джурой Якшичем, на одной из дочерей которого позже женился, однако брак закончился трагически, так как ведя бурный образ жизни, лишённый стабильных средств существования от болезни лёгких умерли его сын, жена и дочь.
Участвовал в войне с Болгарией 1885 года. Принимал участие ещё в различных студенческих социалистических движениях, издавал стихи в радикальных изданиях, находился в тесных контактах с противниками официальных властей, выступая против про-австрийской позиции династии Обреновочей. На протяжении недолгой жизни подвергался преследованиям и арестам за политическую и общественную деятельность.  В 1887 поступил на службу в Государственную Типографию корректором, а в 1892 начал работать в министерстве внутренних дел, в 1883 стал вице-консулом в Приштине, по собственной воле и предложению его друга Бранислава Нушича, отправившись в Косово. Вскоре после того как он обосновался в Косово слабое здоровье вызванное туберкулёзом, заставило его возвратиться в Белград, где 21 января 1894 года Илич  вскоре и скончался.
Жизнь Илича во многом повторила судьбу писателей того времени: частая смена жительства в Белграде, невозможность занимать государственные должности, бедность, времяпровождение в кофейнях и частые неудачи лишь подорвали его и без того слабое здоровье.

## Творчество
Поэзия Илича иллюстрирует классический пример современного сербского языка и представляет характерные декадентские мотивы своей эпохи: образы жестокой природы, описания времен Элагабала (незначительного императора, правящего всего три с половиной года и известного прежде всего своей сексуальной экстравагантностью), мужчин, влюбляющихся в статуи богинь Древней Греции и Рима и т. д. В время своей наивысшей активной социально-политической деятельности Илич издал первый сборник стихов  «Песме» (1887), который был встречен неодобрительно критикой, но вызвал массу подражаний со стороны прогрессивной литературной молодёжи.  Второй сборник стихов «Песме» (1889) также попал под критику, после чего поэт перешёл к более субъективным стихам, во-многом перекликающимися с исканиями французских символистов. Позже Милорад Павич писал, что Илич является первым сербским поэтом-символистом. Литературовед М. Л. Карасёва подытоживая значение его творчества для сербской литературы писала, что вместе с Лазой Костичем он является фактически «одновременно поэтом Возрождения, просветителем, классицистом, романтиком и реалистом»: «Он чувствовал себя и был на самом деле сербским патриотом и гражданином вселенной и старался выразить это своё „гражданство“ в стихах со всей искренностью, на какую способен самобытный поэт, не признающий эстетских „поз“ и рассматривающий своё творчество как общественное служение».